# Ȟ
Das Ȟ (kleingeschrieben ȟ) ist ein Buchstabe des lateinischen Schriftsystems. Er besteht aus einem H mit übergesetztem Hatschek.
Das Zeichen wird im Lakota verwendet. Dort stellt das Zeichen einen Laut dar, der teilweise als stimmloser velarer Frikativ /⁠x⁠/, manchmal aber auch als ein stimmloser uvularer Frikativ /χ/ beschrieben wird. Daneben existiert in der Sprache der Ejektiv ȟʼ sowie die Digraphen kȟ, pȟ und tȟ.

## Darstellung auf dem Computer
Unicode kodiert das Ȟ an den Codepunkten U+021E (Großbuchstabe) und U+021F (Kleinbuchstabe).
In TeX kann man das Ȟ mit den Befehlen \v H und \v h bilden.